# Странични ефекти
Странични ефекти (на английски: Side Effects) е сборник с кратки разкази от американския писател, режисьор и актьор Уди Алън. Съдържа разкази от периода 1975-1980 година. Първото издание на книгата е през 1981 година от американското издателство Ballantine Books Edition. Това е третият сборник на автора след Без перушина (1975) и Квит сме (1971). Всички произведения в сборника са публикувани преди това в различни периодични печатни медии. Сред разказите е и носителя на годишната награда за кратки истории „О.Хенри“ за 1978 година – Случката с Кюгълмас.
През 1990-те сборникът е издаден и на български език.